# Ashi-See
Der Ashi-See (japanisch 芦ノ湖 Ashi-no-ko, deutsch ‚See des Schilfrohrs‘) ist ein Kratersee auf der japanischen Hauptinsel Honshū. Er liegt im Westen der Präfektur Kanagawa auf dem Gebiet der Gemeinde Hakone und gehört zum Fuji-Hakone-Izu-Nationalpark. Der See bildete sich vor etwa 3000 Jahren nach dem letzten Ausbruch und teilweisen Einsturz des Vulkans Hakone-yama in dessen Caldera. Er ist 7,03 km lang und erreicht eine Tiefe von bis zu 40,6 m.
Aufgrund seiner guten Verkehrserschließung und der schönen Aussicht auf den Vulkan Fuji ist der Ashi-See ein beliebtes Ziel für Touristen. Es gibt eine regelmäßige Fährverbindung, die den See in Nordwest-Südost-Richtung durchquert. Einige der Fähren sind wie Piratenschiffe gestaltet. Am Nordufer des Sees befindet sich die Talstation Tōgendai der Hakone-Seilbahn, die über das vulkanische Tal Ōwakudani nach Sōunzan führt, der Bergstation der Hakone-Tozan-Standseilbahn. Vom Ostufer aus verkehrt die Hakone-Komagatake-Seilbahn auf den Komagatake, einen der Hauptkegel des Hakone. Rund um den See gibt es zahlreiche Wanderwege.
Das erste Schriftzeichen wird wie im Chinesischen üblich,  (芦) geschrieben, mit einem leicht angeschrägten zweiten waagerechten Strich von oben, statt – wie im Japanischen üblich – parallel zu den anderen.

## Bilder

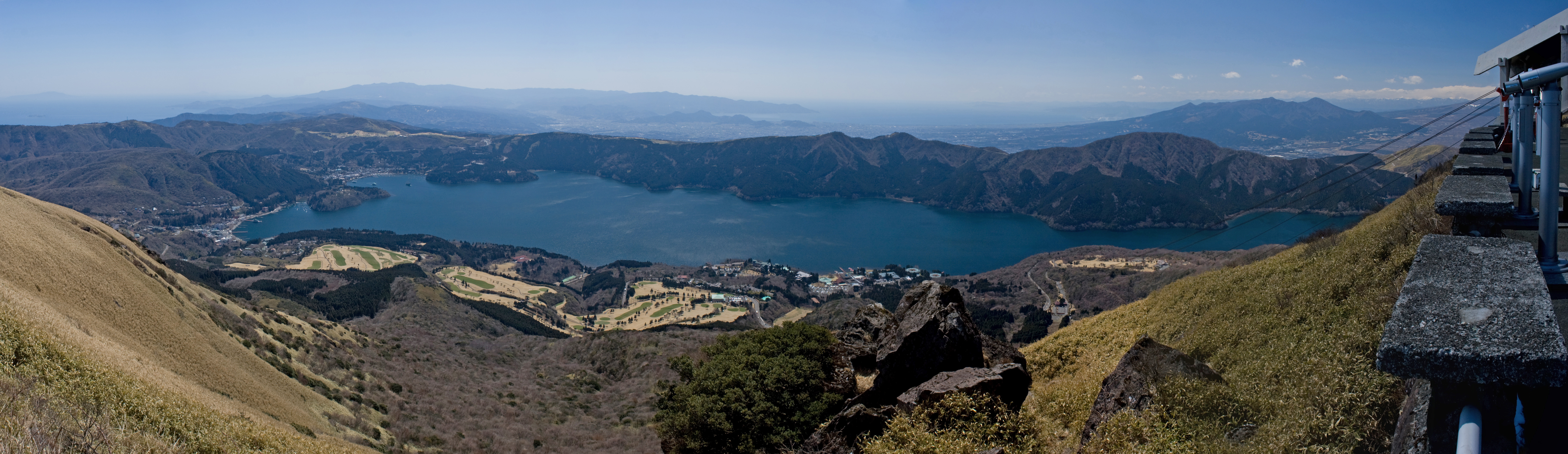
Aussicht vom Vulkankegel Komagatake
Als Piratenschiff gestaltete Fähre
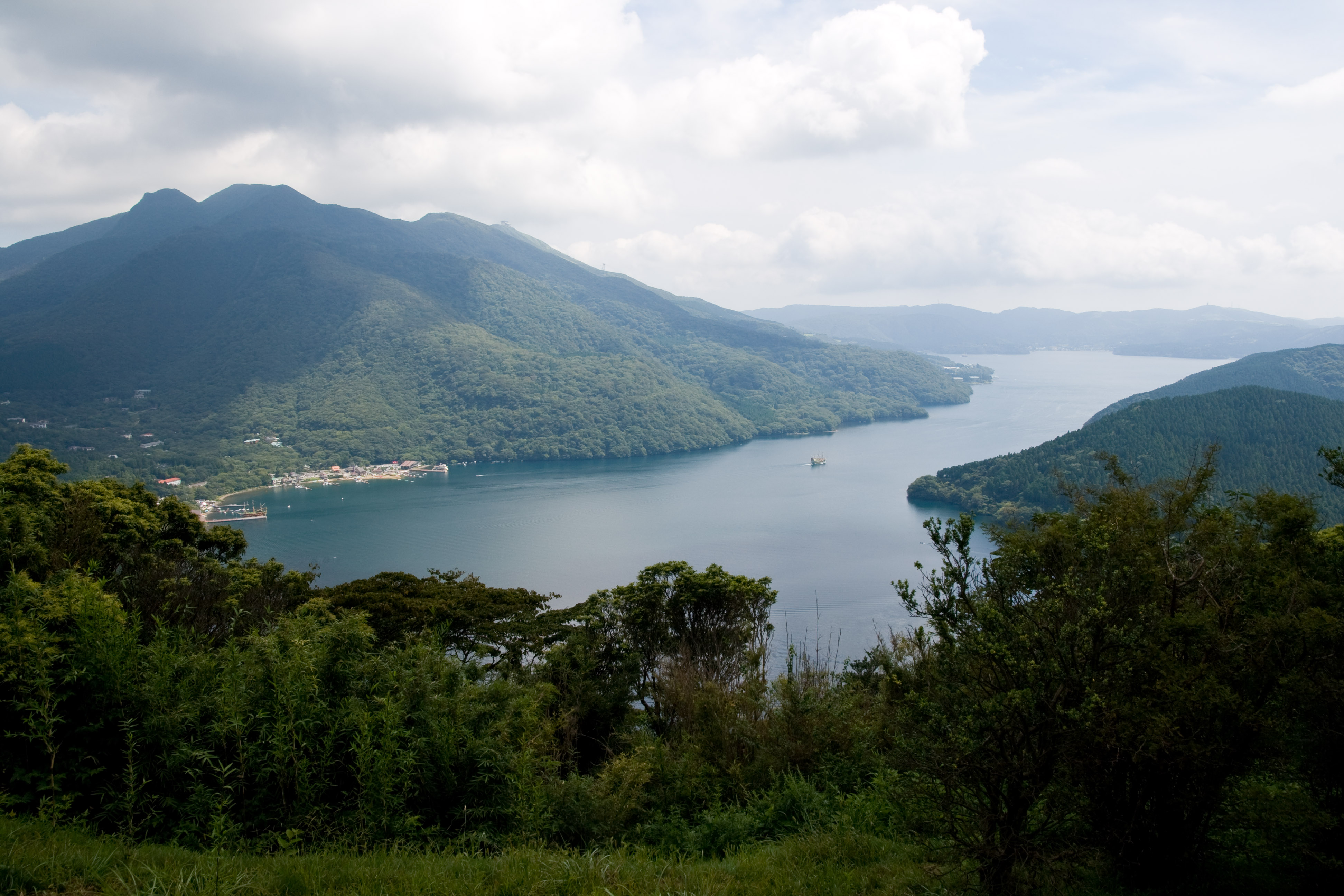
Aussicht vom Kojiri-Pass